# Brzezinka (powiat kluczborski)
Brzezinka – osada w Polsce położona w województwie opolskim, w powiecie kluczborskim, w gminie Kluczbork.
W latach 1975–1998 miejscowość należała administracyjnie do województwa opolskiego.

## Nazwa
W księdze łacińskiej Liber fundationis episcopatus Vratislaviensis (pol. Księga uposażeń biskupstwa wrocławskiego) spisanej za czasów biskupa Henryka z Wierzbna w latach 1295–1305 miejscowość wymieniona jest w zlatynizownej formie Bresinki.
W 1936 roku niemiecka nazwa Beresinka na skutek zarządzdenia nadprezydenta Śląska została zmieniona na Birkdorf.

## Historia
Od 1774 r. wieś posiadała pieczęć gminną, na której wizerunku przedstawiono brzozę wyrastająca z murawy.